# Álex Millán
Alejandro Millán Iranzo (Zaragoza, 7 november 1999) is een Spaans voetballer die vanaf seizoen 2025-2026 speelt voor CD Leganès.

## Clubcarrière
Millán sloot zich op negenjarige leeftijd aan bij de jeugdopleiding van Real Zaragoza. In 2016 verliet hij de club voor Villarreal CF, dat 350.000 euro voor hem neertelde. In het seizoen 2017/18 debuteerde hij er voor het C-elftal van de club, dat toen uitkwam in de Tercera División. Twee seizoenen later debuteerde hij voor het B-elftal van de club in de Segunda División B.
Op 16 december 2020 maakte Millán zijn officiële debuut in het eerste elftal van Villarreal: in de eerste ronde van de Copa del Rey liet trainer Unai Emery hem tegen SD Leioa in de 78e minuut invallen voor Dani Raba. Millán scoorde de 0-5 in een wedstrijd die uiteindelijk op 0-6 eindigde. Drie dagen later liet Emery hem tijdens de competitiewedstrijd tegen CA Osasuna (1-3-winst) in de 89e minuut invallen voor Gerard Moreno.
In augustus 2021 werd Millán voor één seizoen uitgeleend aan de Belgische eersteklasser Cercle Brugge. In zijn vierde officiële wedstrijd voor Cercle Brugge stond hij voor het eerst aan het kanon voor de Bruggelingen: in de West-Vlaamse derby tegen Zulte Waregem scoorde hij tweemaal, waardoor Cercle een 2-0-achterstand nog kon ombuigen in een 2-4-zege. Na de ondertekening van medespits Silvère Ganvoula tijdens de maand januari 2022, werd zijn uitleenbeurt op 28 januari 2022 overgenomen door toenmalig koploper Union Sint-Gillis. 
Op 8 juli 2022 werd Millán uitgeleend aan Famalicão in Portugal voor het seizoen 2022–23.  Op 7 januari werd zijn uitleenbeurt beëindigd en keerde hij terug naar het B-team in de Segunda División. 
Op 27 juni 2023 tekende Millán een tweejarig contract bij Real Oviedo, een andere tweedeklasser.  Hij liep in het voorseizoen een knieblessure op waardoor hij het grootste deel van het seizoen moest missen. 
Op 20 augustus 2024 keerde hij terug naar de Portugese hoogste klasse na het tekenen van een tweejarig contract bij SC Farense. 
Op 23 januari 2025 keerde Millán terug naar zijn thuisland nadat hij een kortlopend contract had getekend bij FC Cartagena in de tweede divisie, met een optie tot verlenging.   Ondanks zijn zes doelpunten tijdens negentien competitiewedstrijden kon de ploeg haar behoud niet verzilveren.
Op 27 juni 2025 stapte hij over naar CD Leganés, die door haar degradatie uit de hoogste reeks in dezelfde divisie terecht was gekomen, met een contract voor twee jaar. 